# Schnega
Schnega település Németországban, azon belül Alsó-Szászország tartományban. Lakosainak száma 1293 fő (2023. december 31.). Schnega Soltendieck, Clenze és Bergen an der Dumme községekkel határos.

## Népesség
A település népességének változása:
| Lakosok száma | 1308 | 1326 | 1315 | 1299 | 1294 | 1293 |
|               | 2016 | 2017 | 2019 | 2021 | 2022 | 2023 |